# Frémonville
Frémonville (1363: Fremetingen) ist eine französische Gemeinde im Département Meurthe-et-Moselle in der Region Grand Est (bis 2015 Lothringen).

## Geografie
Die Gemeinde Frémonville liegt an der Vezouze am nordwestlichen Rand der Vogesen, etwa 28 Kilometer östlich von Lunéville. Das Gemeindegebiet grenzt im Norden an das Département Moselle und wird im Nordosten vom Flüsschen Voise begrenzt. Im Süden verläuft die Vezouze. Nachbargemeinden von Frémonville sind Richeval im Norden, Hattigny und Tanconville im Nordosten, Cirey-sur-Vezouze im Osten, Harbouey im Süden, Blâmont im Westen sowie Gogney im Nordwesten.

## Bevölkerungsentwicklung

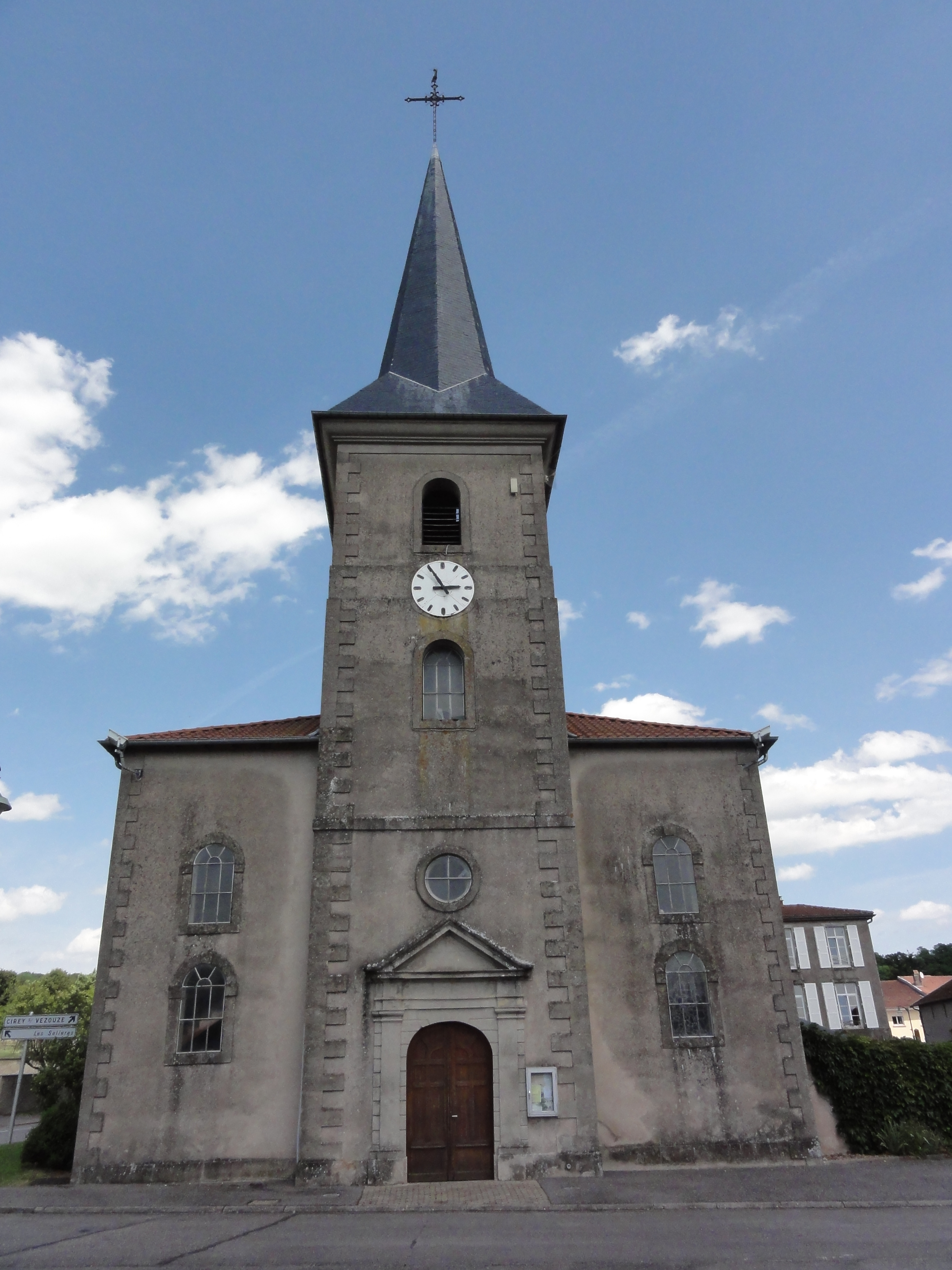
Kirche Saint-Laurent

| Jahr      | 1962 | 1968 | 1975 | 1982 | 1990 | 1999 | 2011 | 2019 |
| Einwohner | 268  | 264  | 207  | 189  | 192  | 187  | 185  | 189  |